# Harmologa
Harmologa is een geslacht van vlinders van de familie bladrollers (Tortricidae), uit de onderfamilie Tortricinae.

## Soorten
- H. amplexana (Zeller, 1876)
- H. arenicolor Diakonoff, 1953
- H. columella Meyrick, 1927
- H. festiva Philpott, 1915
- H. oblongana (Walker, 1863)
- H. pontifica Meyrick, 1911
- H. reticularis Philpott, 1915
- H. sanguinea Philpott, 1915
- H. scoliastis (Meyrick, 1907)
- H. sisyrana Meyrick, 1883
- H. toroterma Hudson, 1925